# Piedmont (Meurthe-et-Moselle)
Pour les articles homonymes, voir Piedmont.
Piedmont (Pimong en luxembourgeois) est une ancienne commune française de Meurthe-et-Moselle en région Grand Est. Elle est rattachée à celle de Mont-Saint-Martin depuis 1812.

## Géographie
Piedmont est situé dans le Pays Haut, à environ 500 m de la frontière franco-belge, au niveau d'Halanzy.

### Transports
Ce village est situé à quelques mètres à l'est de la route nationale 52 qui l'enjambe via le viaduc de Piedmont, auquel le village a donné son nom.
Une seule route traverse Piedmont, reliant Halanzy (en Belgique), à Mont-Saint-Martin.

## Toponymie
Cette localité est mentionnée sous le nom de Pimon en 1380, Piedmont en 1719 et Piémont en 1779.
Elle porte le nom de Pimong en luxembourgeois.

## Histoire
En 1380, Piedmont est le siège d'un fief mouvant de Longwy. Après 1684, ce village dépend des Trois-Évêchés dans le bailliage de Longwy sous la coutume de Saint-Mihiel.
La commune de Piedmont est réunie à celle de Mont-Saint-Martin par décret du 2 février 1812,.
En 1817, ce village a une population de 210 individus, 40 maisons et un territoire productif de 350 hectares dont 36 en bois.

## Démographie
| 1793 | 1800 | 1806 |
| ---- | ---- | ---- |
| 175  | 160  | 197  |